# Luiza Ungerer
Luiza Ungerer de Carvalho Rocha est une joueuse brésilienne de volley-ball née le 14 janvier 1988 à Rio de Janeiro. Elle mesure 1,66 m et joue au poste de libero.

## Clubs
| Club               | De           | À            |
| ------------------ | ------------ | ------------ |
| Rio de Janeiro VC  | 2005-2006    | 2009-2010    |
| AD Brusque         | 2010-2011    | 2010-2011    |
| SES Calais         | 2011-2012    | 2012-2013    |
| Volley-Ball Nantes | 2013-2014    | 2017-2018    |
| Béziers Volley     | 2018-2019    | 2018-2019    |
| CS Volei Alba-Blaj | Juillet 2019 | Janvier 2020 |
| AS Saint-Raphaël   | Janvier 2020 | ?            |

## Palmarès
- Championnat du Brésil
  - Vainqueur : 2008, 2009.
  - Finaliste : 2010.
- Coupe du Brésil
  - Vainqueur : 2007.
- Championnat sud-américain des clubs
  - Finaliste : 2009.
- Championnat de France
  - Finaliste : 2014.
- Coupe de France 
  - Finaliste : 2013, 2014, 2016.